# Schlossgymnasium Gützkow
Das Schlossgymnasium Gützkow ist ein Gymnasium in Gützkow im Osten Mecklenburg-Vorpommerns im Landkreis Vorpommern-Greifswald.
Das Gymnasium erhielt seinen Namen nach dem Schloss Gützkow, ist aber in einem ehemaligen schlossartigen Herrenhaus untergebracht, das Schloss Wieck genannt wird. Sie ist Umweltschule in Europa und Internationale Agenda 21-Schule.

## Schulgeschichte
Eine Schulnutzung gab es bereits seit 1932 und bis 1972. Dann wurde das Gebäude ein Klubhaus und Wohnheim des VEB Reparaturwerk Neubrandenburg. Das Gymnasium wurde nach der Auflösung der DDR 1991 gegründet. Daneben gibt es eine Regionale Schule mit Grundschule, die Peenetal-Schule.

## Schulangebot und Schulbau
Zurzeit lernen ca. 370 Schüler der Jahrgangsstufen 7–12 am Schlossgymnasium. Das Kollegium umfasst 30 Lehrer. In dieser Region besteht starker Lehrermangel. Als zweite Fremdsprachen werden Französisch, Spanisch und Latein angeboten. Es gibt auch ein Angebot für Schwedisch. Als Ganztagsschule war sie ein Pionier in der Region.
Das Gymnasium befindet sich in einem schönen Park und ist großzügig angelegt. Es umfasst ein Haupt-, ein Klassen- und ein Fachraumgebäude, eine Sporthalle sowie eine Kleinsportanlage. Das Hauptgebäude, ein zweigeschossiger Bau im Tudorstil, ist ein 1797 errichtetes Herrenhaus der Adelsfamilie von Lepel, das bis 1932 in ihrem Besitz war und dann wegen Insolvenz an die Stadt Gützkow ging. Der Erbauer von Schloss Wieck war Baron Franz Heinrich Erich I. von Lepel.

## Einzelbelege
1. ↑  Impressum. Abgerufen am 20. Februar 2024.
2. ↑  Peenetal-Schule Gützkow. Abgerufen am 18. Februar 2024.
3. ↑  Gute Ganztagsschulen entwickeln - Schulporträts. Bertelsmann Stiftung, abgerufen am 18. Februar 2024.
4. ↑  https://www.bertelsmann-stiftung.de/fileadmin/files/Projekte/27_In_Vielfalt_besser_lernen/Schulportraits/Schlossgymnasium_Guetzkow.pdf
5. ↑  Schulgelände | Schlossgymnasium Gützkow. Abgerufen am 18. Februar 2024 (deutsch).
6. ↑  Herrenhaus Wieck in Gützkow-Wieck. Abgerufen am 18. Februar 2024.